# Peuterey (azienda)
Peuterey (pron. fr. AFI: [pøtəʁɛj]) è un marchio italiano di abbigliamento specializzato in outerwear nato nel 2002 ad Altopascio (Lucca).

## Storia
Il marchio Peuterey è nato nel 2002 ad Altopascio (Lucca).
Il nome del brand si ispira al gruppo del Peuterey, un gruppo di cime nel massiccio del Monte Bianco. I tre punti rossi del logo ne sono una riproduzione grafica.
Nel 2011 viene inaugurato il primo negozio monomarca italiano a Milano in via della Spiga a cui segue nel 2012 l’apertura a Roma in Via Borgognona.
Nel 2013 viene inaugurato il primo negozio monomarca a Shanghai, Cina.
Nel 2016, Federico Curradi viene nominato direttore creativo del brand.
Nel 2016, Peuterey e Follie's Group srl stringono una partnership per la produzione e la distribuzione della linea da bambino "Peuterey Baby" 

## Collaborazioni
Peuterey ha collaborato negli anni con diverse aziende e designer, firmando collezioni o prodotti a edizioni limitata:
- Terence Koh e Karim Rashid (2012) – collaborazione per una limited edition in occasione del 10º anniversario del brand[8][9]
- LuisaViaRoma (2017) – collaborazione per il lancio di “Peuterey Icon”[10]
- Vespa (2017) – co-branding per realizzazione di una field jacket uomo e donna, casco e googles in occasione del Salone del Mobile 2017[11]

## Distribuzione
Peuterey viene commercializzato in boutique indipendenti e presso i rivenditori in : Europa, Nord America, Cina, Corea del Sud e Giappone.
La distribuzione di Peuterey Baby è effettuata da Follie's Group srl tramite un accordo di licensing 